# 川本茂雄
川本 茂雄（かわもと しげお、1913年1月3日 - 1983年8月1日）は、日本の言語学者、翻訳家。
早稲田大学名誉教授。

## 略歴
東京市本郷区生まれ。1937年早稲田大学文学部卒業。早稲田大学文学部教授を務め、1982年定年、名誉教授。
フランス語、英語を研究し、諸種の言語学文献を翻訳した。

## 著書

### 単著
- 『実力完成 カレントイングリッシュの研究』（三省堂出版） 1951
- 『高等仏文和訳演習』（大学書林） 1952
- 『言語学概説』（播磨書房） 1954
- 『仏文和訳の研究』（大学書林） 1959
- 『英語からフランス語へ』（第三書房） 1963
- 『ことばとこころ』（岩波新書） 1976
- 『ことばの色彩』（岩波新書） 1978
- 『ことばについて考える』（講談社学術文庫） 1979
- 『言語の構造 - フランス語そのほか』（白水社） 1985
- 『ことばとイメージ - 記号学への旅立ち』（岩波新書） 1986

### 共編著
- 『文の構造』（編、白水社、フランス語学文庫） 1956年、のち改題『フランス語統辞法』 1982
- 『コンサイス仏和辞典』新版（丸山順太郎共編、三省堂） 1958
- 『最新フランス語入試問題集』（田島宏共編、大学書林） 1959
- 『ニューワールド英和辞典』（編集主幹、講談社） 1969
- 『座談会・ことば』（大修館書店） 1977
- 『講談社英和辞典』（講談社） 1977
- 『日本の言語学 5 - 意味・語彙』（国広哲弥, 林大共編、大修館書店） 1979
- 『日本の言語学 1 - 言語の本質と機能』（日下部文夫, 柴田武, 服部四郎共編、大修館書店） 1980
- 『国語の愛護』（五十嵐力共著、講談社学術文庫） 1981
- 『講座・記号論 1 - 言語学から記号論へ』（田島節夫, 坂本百大, 川野洋, 磯谷孝共編、勁草書房） 1982
- 『講座・記号論 2 - 記号を哲学する』（共編、勁草書房） 1982
- 『講座・記号論 3 - 記号としての芸術』（共編、勁草書房） 1982
- 『講座・記号論 4 - 日常と行動の記号論』（共編、勁草書房） 1982
- 『日本の言語学 8 - 総索引』（服部四郎, 柴田武共編、大修館書店） 1985
- 『新コンサイス仏和辞典』（内田和博共編、三省堂） 1993

## 翻訳
- 『読心器』（アンドレ・モーロア、大観堂） 1941
- 『歌物語 オーカッサンとニコレット』（岩波文庫） 1952
- 『フランス語の歩み』（アルベール・ドーザ、白水社、文庫クセジュ） 1954
- 『デカルト派言語学 - 合理主義思想の歴史の一章』（ノーアム・チョムスキー、テック） 1970、のちみすず書房 1976
- 『一般言語学』（ヤーコブソン、監修、田村すゞ子, 村崎恭子, 長嶋善郎, 中野直子訳。みすず書房） 1973
- 『英文法』（アンドレ・テリエ、滑川明彦共訳、白水社、文庫クセジュ） 1973
- 『フランス語史』（ジャック・ショーラン、高橋秀雄共訳、白水社、文庫クセジュ） 1973
- 『知識と自由』（チョムスキー、番町書房） 1975
- 『言語と精神』（チョムスキー、河出書房新社） 1976
- 『ソシュール』（ジョナサン・カラー、岩波現代選書） 1978、のち同時代ライブラリー、現代文庫
- 『ヤーコブソン - 現象学的構造主義』（エルマー・ホーレンシュタイン、千葉文夫共訳、白水社） 1983
- 『詩学』（ロマーン・ヤーコブソン、千野栄一共監訳、大修館書店、ロマーン・ヤーコブソン選集） 1985